# Varnes Fyr
Varnes fyrstation er et fyr som ligger på sydsiden af indsejlingen til Listafjorden i Farsund kommune i Agder fylke i Norge. Det ligger ca 10 km nord for Lista fyr.
Der blev oprettet fyr her i 1836, samtidig med at Lista fyr blev bygget. Fyrvogteren ved Lista var forpligtet til at holde en fyrvogter til at holde opsyn med Varnes. Denne ordning ophørte i 1879. Her lå en træbygning med udhus og bådehus. Fyret blev affolket og automatiseret i 1950, og der blev bygget en fyrlygte i stedet.